# Hodkovice nad Mohelkou

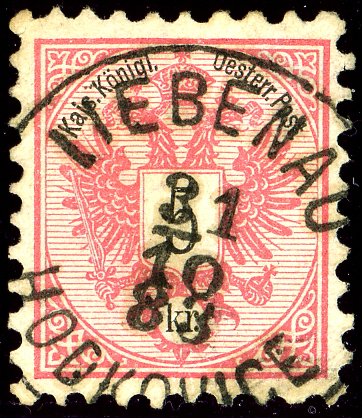
Austrian KK stamp, bilingue annulé en 1883

Hodkovice nad Mohelkou (jusqu'en 1949 : Hodkovice ; en allemand : Liebenau) est une ville du district et de la région de Liberec, en Tchéquie. Sa population s'élevait à 2 994 habitants en 2025.

## Géographie
Hodkovice nad Mohelkou est arrosée par la rivière Mohelka et se trouve à 12 km au sud-sud-est de Liberec et à 81 km au nord-est de Prague.

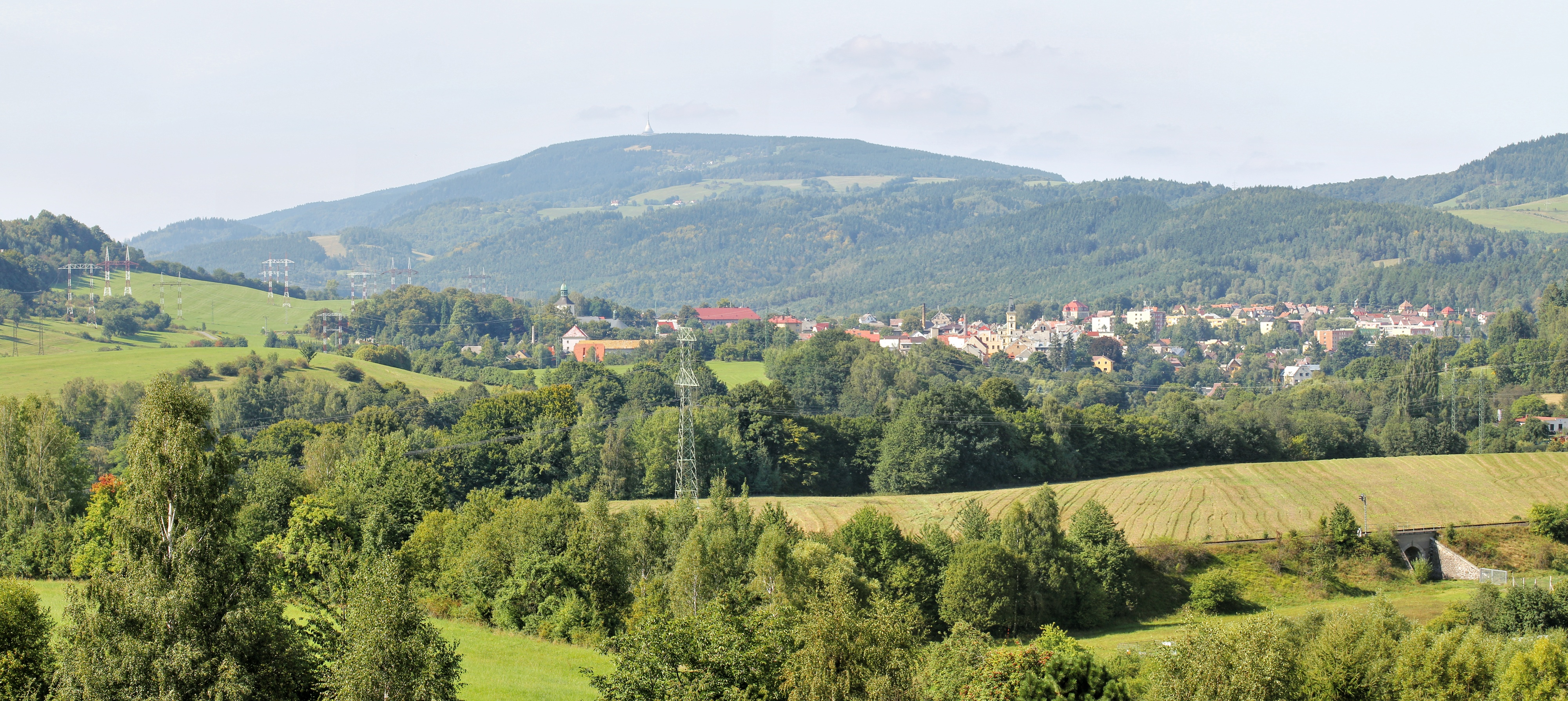
Hodkovice nad Mohelkou :vue générale.

La commune est limitée par Šimonovice et Jeřmanice au nord, Rychnov u Jablonce nad Nisou et Frýdštejn à l'est, Žďárek au sud et Bílá à l'ouest.

## Histoire
Jusqu'en 1918, la ville de Liebenau in Böhmen - Hodkovice fait partie de la monarchie autrichienne (empire d'Autriche), puis Autriche-Hongrie (Cisleithanie après le compromis de 1867), dans le district de Reichenberg - Liberec, l'un des 94 Bezirkshauptmannschaften en Bohême.

## Patrimoine

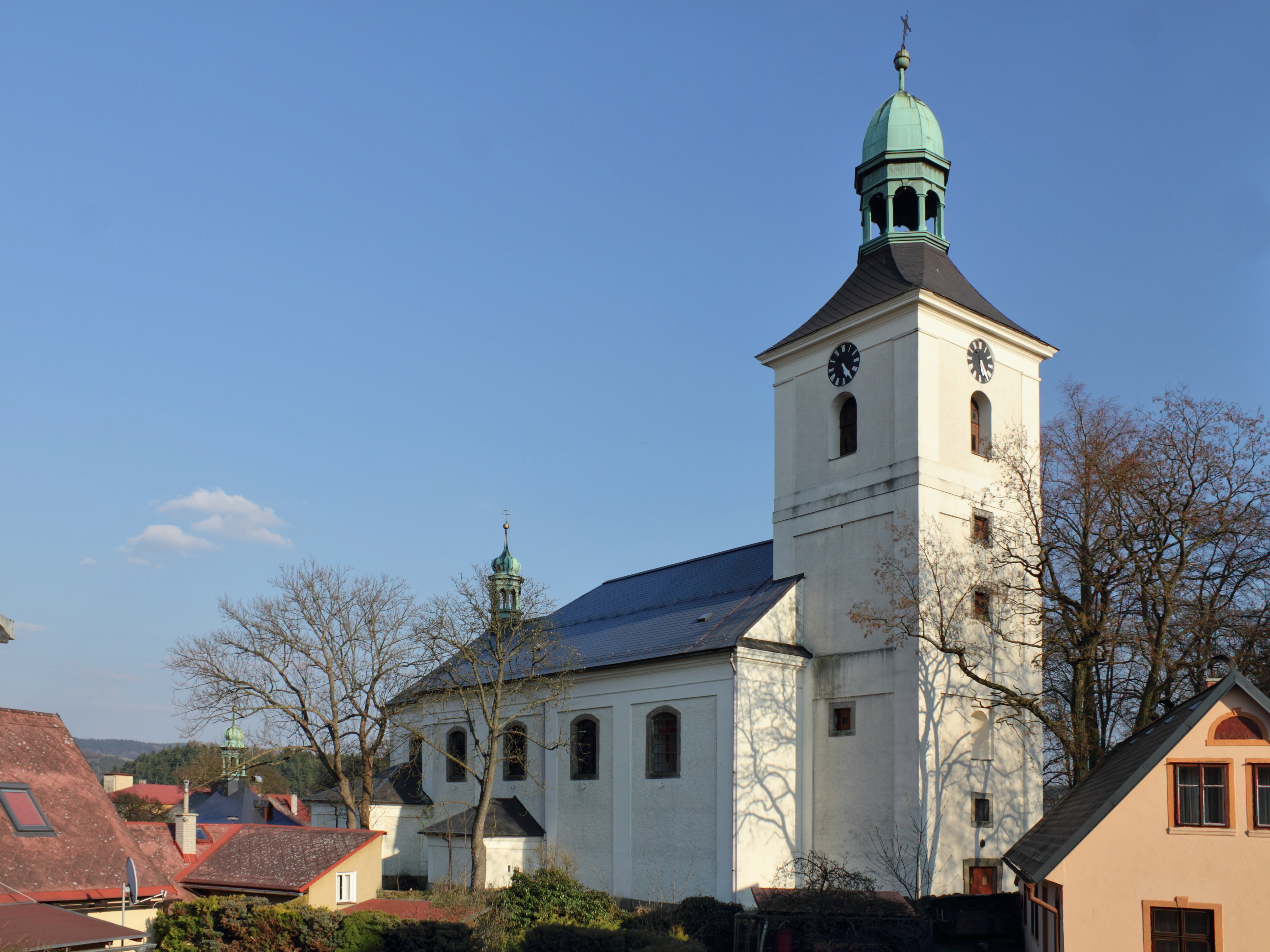
Église Saint-Procope.
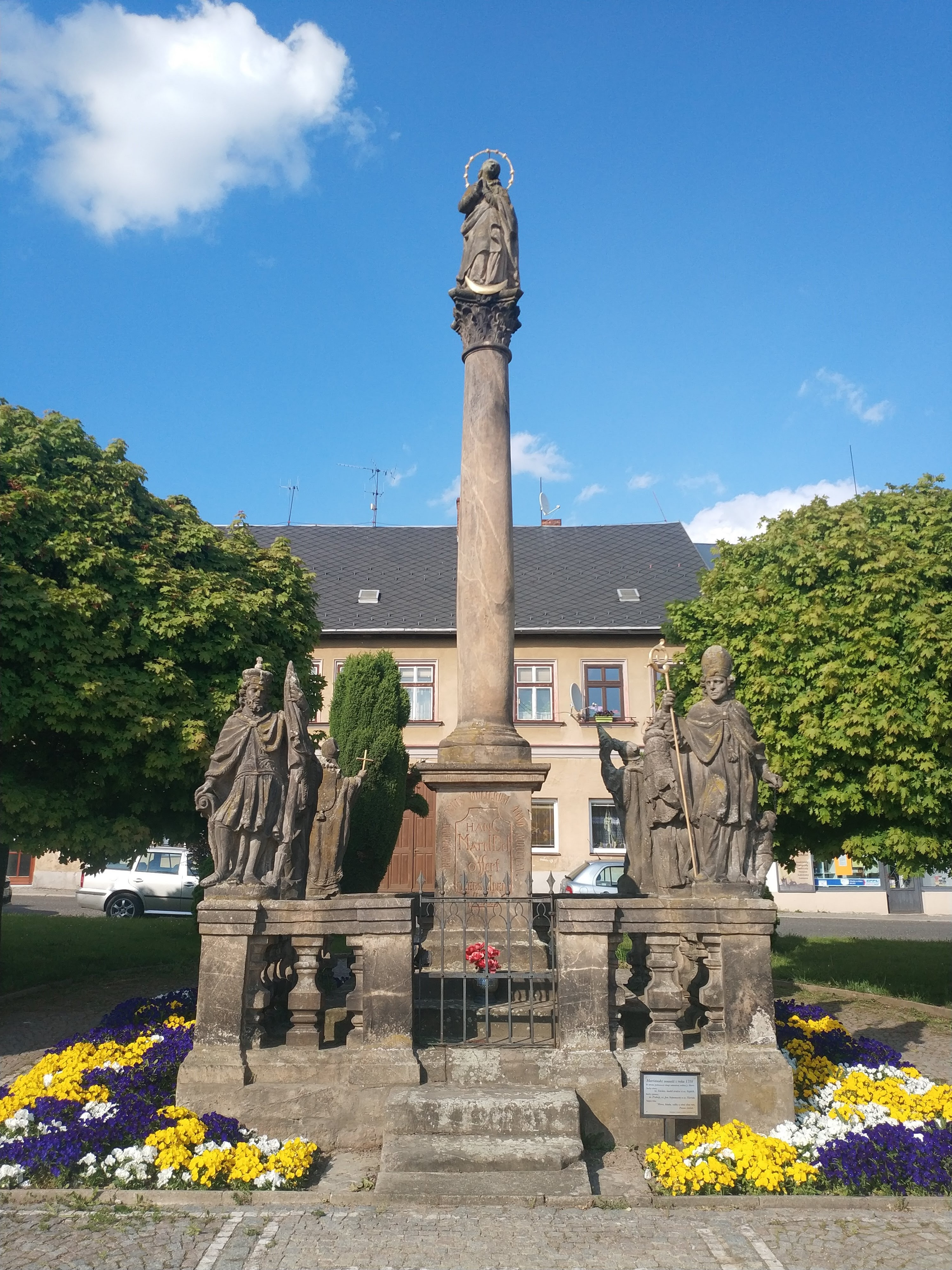
Colonne mariale.
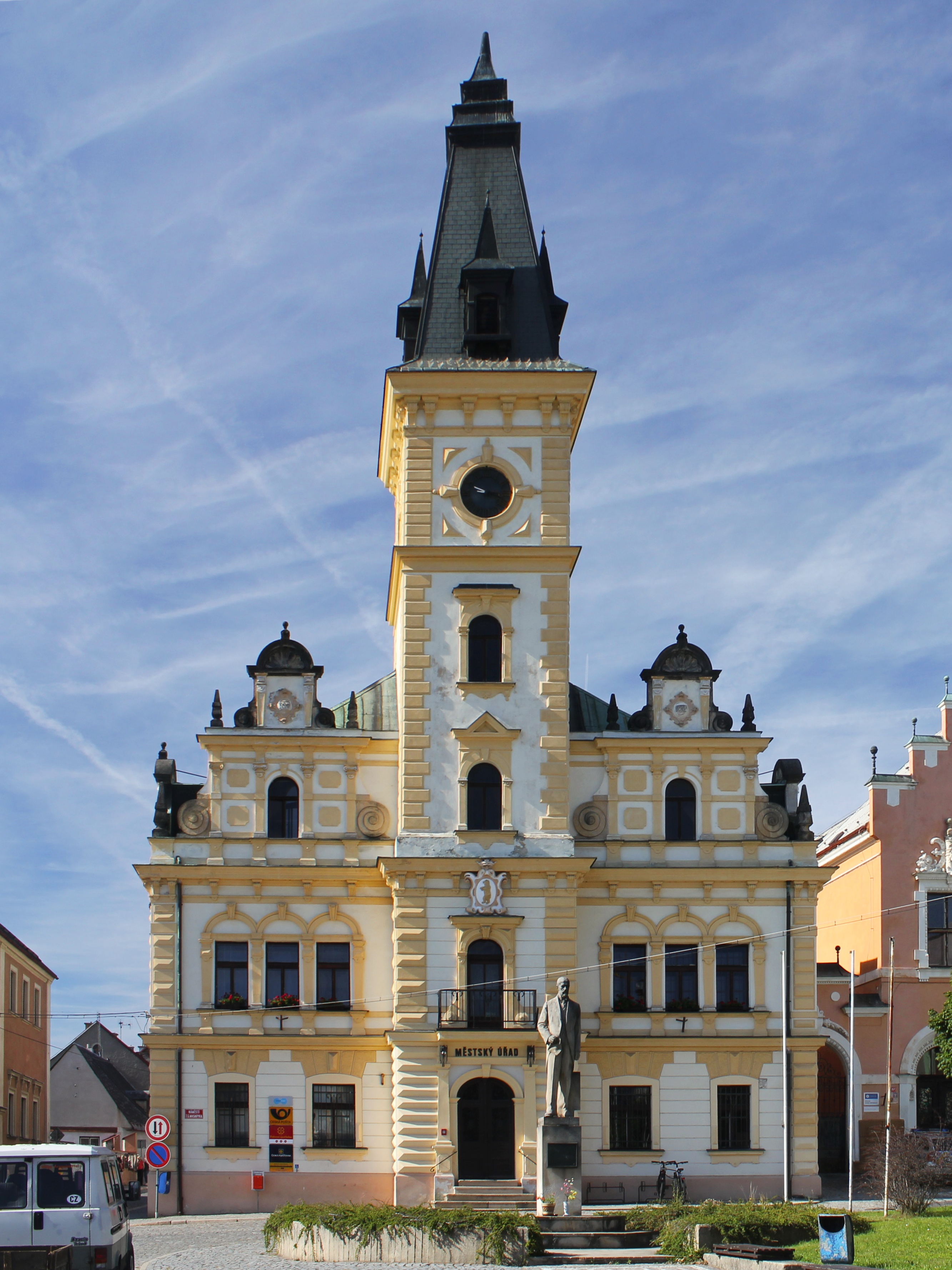
Hôtel de ville.

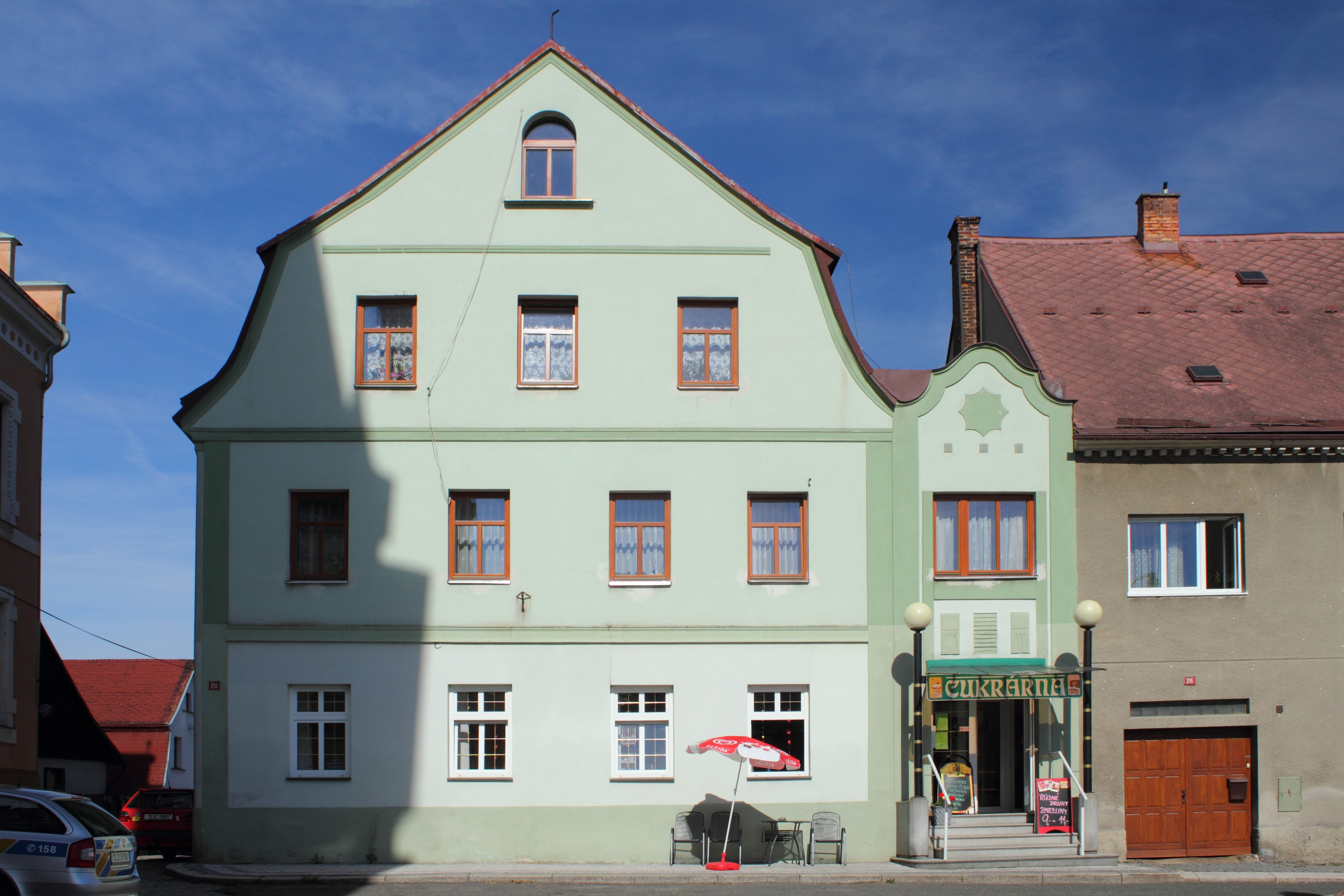
Place T. G. Masaryka 216.
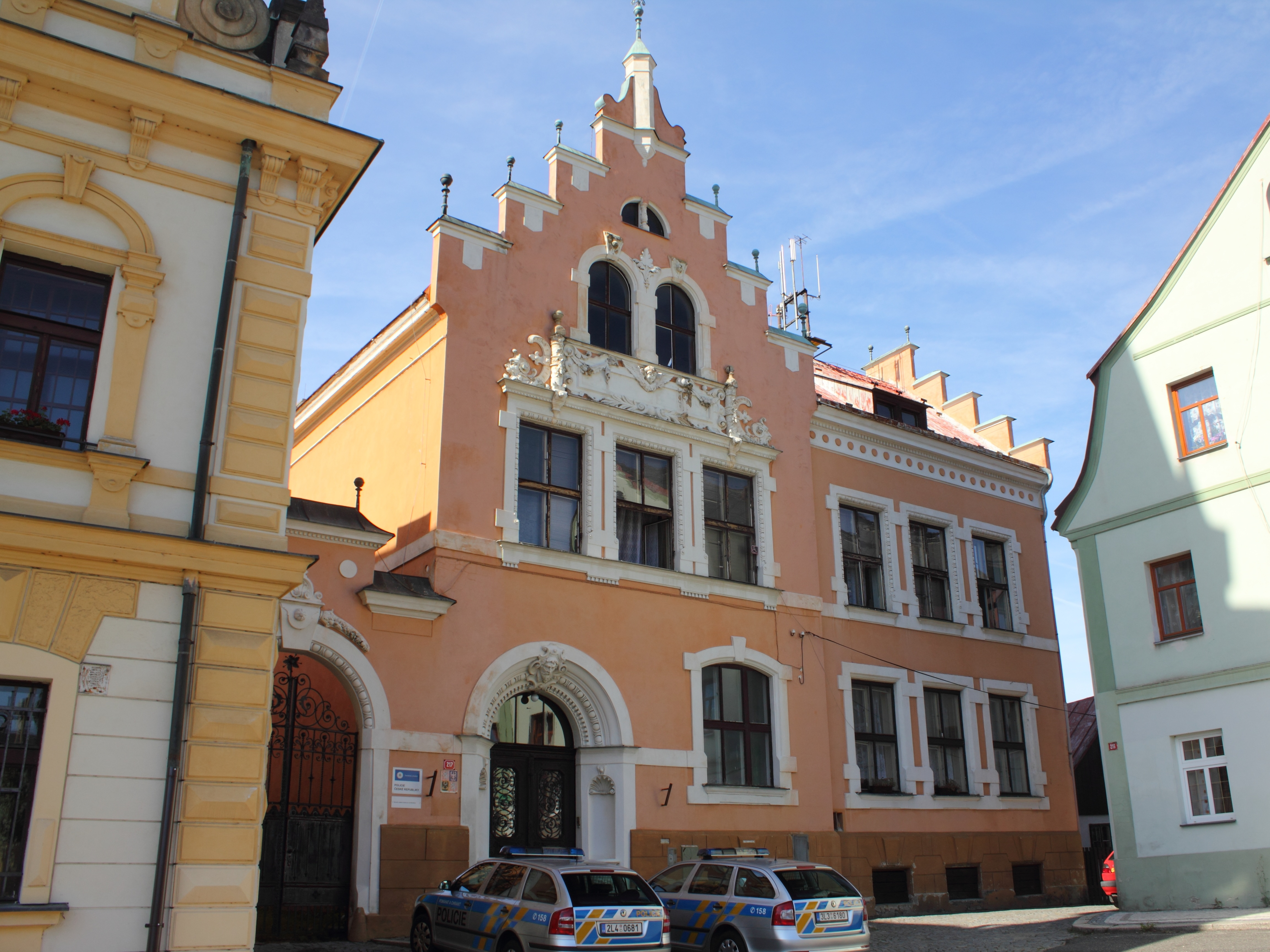
Place T. G. Masaryka 217.

## Administration
La commune se compose de cinq sections :
- Hodkovice nad Mohelkou
- Jílové
- Radoňovice
- Záskalí
- Žďárek

## Transports
Par la route, Hodkovice nad Mohelkou se trouve à 13 km de Turnov, à 15 km de Liberec et à 97 km de Prague.

## Jumelage
- Węgliniec (Pologne)